# クリス・シュウィンデン
クリストファー・シュウィンデン（Christopher Schwinden, 1986年9月22日 - ）は、アメリカ合衆国カリフォルニア州バイセイリア出身の元プロ野球選手（投手）。

## 経歴
2004年のMLBドラフトで、デトロイト・タイガースから43巡目指名を受けるも、フレズノ・パシフィック大学に進学する。

### プロ入りとメッツ時代
2008年のMLBドラフトで、ニューヨーク・メッツから22巡目指名を受け入団。
2011年9月5日に、メジャーデビューを果たす。

### ブルージェイズ傘下時代
2012年6月2日に、ウェーバーでトロント・ブルージェイズへ移籍する。傘下AAA級ラスベガス・フィフティワンズでプレーした。

### インディアンス傘下時代
2012年6月6日に、ウェーバーでクリーブランド・インディアンスへ移籍する。インターナショナルリーグのコロンバス・クリッパーズへ異動した。6月27日に、ヴィニー・ロッティーノの加入に伴いDFAとなった。

### ヤンキース傘下時代
2012年6月29日に、ウェーバーでニューヨーク・ヤンキースへ移籍した。傘下AAA級スクラントン・ウィルクスバリ・レイルライダースへ異動した。7月4日に、ダーネル・マクドナルドの加入でDFAとなった。

### メッツ復帰
2013年7月5日にメッツへ復帰した。7月10日に40人枠から外された。

### レンジャース傘下時代
2014年5月17日に、テキサス・レンジャースとマイナー契約を結んだ。その後、退団。

### 独立リーグ時代
2014年シーズン途中に、独立リーグであるアトランティックリーグのランカスター・バーンストーマーズと契約を結んだ。同年の、アトランティックリーグ最優秀投手賞を受賞した事が発表された。オフに現役引退した。

## 詳細情報

### 背番号
- 63 (2011年 - 2012年)